# ده لرز (كوه بنج)
ده لرز (بالفارسية: ده لرز) هي قرية تقع في إيران في البلدة المركزية. يقدر عدد سكانها بـ 335 نسمة بحسب إحصاء 2016.